# José Manuel Correia
José Manuel Correia Pinto (Oeiras, 26 luglio 1925 – ...) è stato un pallanuotista portoghese, che ha partecipato alle Olimpiadi estive di Helsinki 1952.